# 鄧志昂家族

## 家族簡介
鄧志昂家族，祖籍廣東省佛山市南海区，是香港歷史上以樂善好施著稱的商人家族。

## 家族成員
- 鄧志昂
  - 鄧肇堅爵士（大慈善家）
    - 鄧伯勤
      - 鄧永鏘爵士，張淑儀（前妻）Lucy Wastnage
        - 鄧裕鏗（張淑儀所出）
        - 鄧愛嘉（張淑儀所出）

      - 鄧永鏞信和置業執行董事兼財務總裁
        - 鄧文正（別名鄧程澧）

      - 鄧霓儀

    - 鄧日燊